# رابرت کول بل
رابرت کول بل (به انگلیسی: Robert "Kool" Bell) (زاده ۸ اکتبر ۱۹۵۰)خواننده ، ترانه سرا آمریکایی است.
او پس از مسلمان شدن نام محمد بیان را انتخاب کرد.
او عضو گروه کول اند د گنگ است.